# Thangorodrim
Le Thangorodrim (/θaŋ.gɔˈrɔd.rim/) est, dans l'univers de la Terre du Milieu du romancier britannique J. R. R. Tolkien, un ensemble montagneux volcanique, composé de trois sommets, s'étendant au nord de la région du Beleriand et protégeant le domaine de Morgoth, Angband.

## Histoire
Après  l'Ainulindalë, les Valar arrivèrent sur Arda pour la préparer à la venue des Enfants d'Ilúvatar (les Elfes et les Hommes). À l'origine, ils formèrent un monde doux et paisible dans lequel les extrêmes étaient très peu présents : chaleur, froideur, hauteur, profondeur... Le monde était alors éclairé par deux luminaires, les Lampes des Valar. Mais Melkor, l'un des Valar, détruisit les lampes des Valar. La chute des lampes plongea le monde dans l'obscurité et Melkor en profita pour chasser de la Terre du Milieu les autres Valar, qui se réfugièrent sur le continent Aman. L'effondrement fut la cause de la formation des fortes chaleurs, des froids les plus intenses, des crevasses profondes et des hautes montagnes, tel que le Thangorodrim.
Plus tard, de retour d'exil, Melkor fonda sa forteresse souterraine, Angband, dans les entrailles de cette montagne. 

## Critique et analyse
Le Thangorodrim, étant le cœur du domaine de Morgoth, est souvent assimilé à sa puissance. Symboliquement, cette montagne répond au Taniquetil, siège de Manwë, roi des Valar. Dans le premier âge, l'opposition entre le bien et le mal est représenté par la grandeur de ces montagnes. 

## Adaptations
Les récits dans lesquels le Thangorodrim apparaît n'ont jamais été adaptés à la télévision, au cinéma ou à la radio. Néanmoins des illustrateurs s'y sont penchés, tels Ted Nasmith et Alan Lee.